# Установка вибухового подрібнення руд
Установка вибухового подрібнення руд

Конструкція вибухової установки (рис.) для подрібнення руд розроблена на основі принципу створення надлишкового тиску в негерметичній посудині у результаті утворення газоподібних продуктів при вибуху.
Основний елемент установки — товстостінна стальна камера 4 зі знімною кришкою 3, на якій встановлений манометр 2. У камері 4 над матеріалом або усередині нього поміщається заряд 9 вибухової речовини, який ініціюється електродетонатором 1. До нижньої конічної частини камери приєднана труба-сопло 8. У результаті вибуху відбувається подрібнення матеріалу. Потоком газів подрібнений продукт виноситься у камеру 6, де він гальмується відбійною плитою 7. Відділення газової фази від твердого продукту здійснюється за допомогою фільтра 5.
Подрібнення на вибуховій установці здійснюється за один цикл. Величина заряду підбирається експериментально такою, щоб у вибуховій камері утворився тиск газу близько 2 МПа при коефіцієнті викиду продуктів подрібнення не менше 80 %.
В порівнянні з кульовим подрібненням процес вибухового подрібнення характеризується більш високими продуктивністю і селективністю розкриття зерен корисних копалин та дещо меншими витратами енергії.